# 科学史 (1504年)
科学史上的1504年发生了众多事件，本条目撷取其中部分罗列如下：

## 制图学

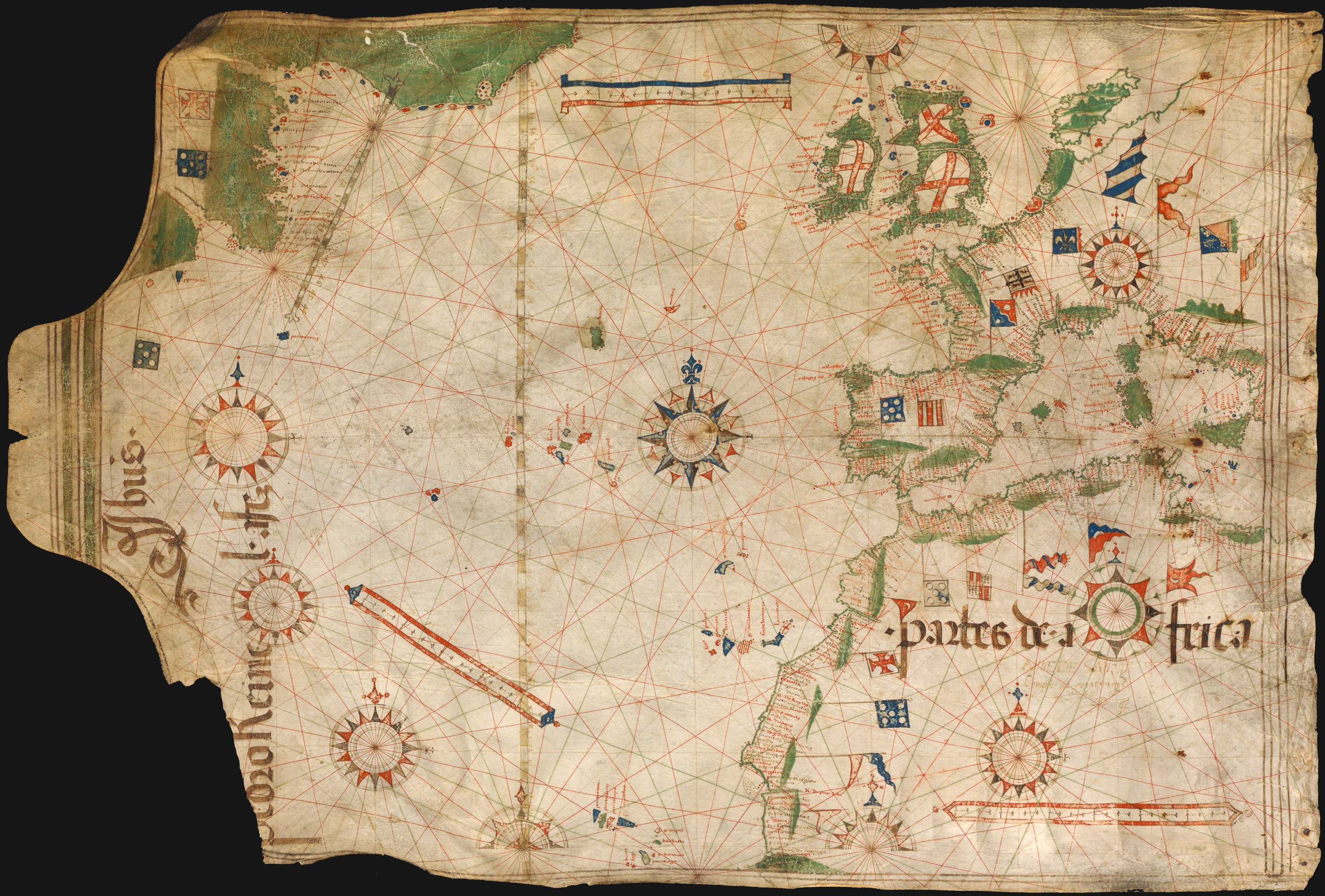
佩德罗·赖内尔绘制的航海图，约绘于1504年，现藏于德国慕尼黑巴伐利亚州立图书馆。

- （可能日期）葡萄牙制图师佩德罗·赖内尔绘制了大西洋图，这是已知最早的标有纬度、并带有清晰百合花饰风玫瑰的航海图。[1]

## 航海
- 2月29日，克里斯托弗·哥伦布利用他对当晚月食的了解说服牙买加土著部落为他提供补给。
- 11月7日，哥伦布结束了他的第四次也是最后一次航海，回到了西班牙。在这次探险中，他和他的小儿子斐迪南探寻了自伯利兹到巴拿马一线的中美洲沿岸。

## 诞生
- 夏尔·艾蒂尔，法国解剖学家（1564年卒）

## 逝世
- 6月19日，柏那德·瓦尔特（Bernhard Walther），德国天文学家（1430年生）